# Antônio de Barros Lemos
Antônio de Barros Lemos (Ouro Fino, 13 de junho de 1906 — Araranguá, 20 de abril de 2005) foi um médico e político brasileiro.
Filho de Álvaro Sanches Lemos e de Teolinda de Barros Lemos. Casado com Ada Maciel Régis Barros Lemos, com quem teve 4 filhos: Álvaro Antonio Barros Lemos, Maria Eunice Régis Barros Lemos, José Eduardo Régis Barros Lemos e Luís Ricardo Régis Barros Lemos.
Formado em medicina pela Universidade do Brasil (1931).
Foi deputado à Assembleia Legislativa de Santa Catarina na 1ª legislatura (1947 — 1951) e na 2ª legislatura (1951 — 1955).
É um dos 150 entrevistados no livro de João Leonir Dall'Alba "Histórias do Grande Araranguá".